# Абіта-Спрінгс (Луїзіана)
Абіта-Спрінгс (англ. Abita Springs) — місто (англ. town) в США, в окрузі Сент-Таммані штату Луїзіана. Населення — 2631 особа (2020).

## Географія
Абіта-Спрінгс розташована за координатами 30°28′36″ пн. ш. 90°1′46″ зх. д. / 30.47667° пн. ш. 90.02944° зх. д. (30.476614, -90.029337).  За даними Бюро перепису населення США в 2010 році місто мало площу 11,62 км², з яких 11,59 км² — суходіл та 0,02 км² — водойми.

## Демографія
Згідно з переписом 2010 року, у місті мешкало 2365 осіб у 979 домогосподарствах у складі 651 родини. Густота населення становила 204 особи/км².  Було 1069 помешкань (92/км²).
Расовий склад населення:
| - 92,0 % — білих - 4,5 % — чорних або афроамериканців - 0,5 % — корінних американців - 0,3 % — азіатів - 0,1 % — вихідців з тихоокеанських островів |

До двох чи більше рас належало 2,1 %. Частка іспаномовних становила 3,1 % від усіх жителів.
За віковим діапазоном населення розподілялося таким чином: 23,5 % — особи молодші 18 років, 63,3 % — особи у віці 18—64 років, 13,2 % — особи у віці 65 років та старші. Медіана віку мешканця становила 41,8 року. На 100 осіб жіночої статі у місті припадало 84,6 чоловіків;  на 100 жінок у віці від 18 років та старших — 82,1 чоловіків також старших 18 років.
Середній дохід на одне домашнє господарство  становив 84 526 доларів США (медіана — 67 250), а середній дохід на одну сім'ю — 95 491 долар (медіана — 81 100). Медіана доходів становила 67 679 доларів для чоловіків та 39 688 доларів для жінок. За межею бідності перебувало 6,4 % осіб, у тому числі 8,2 % дітей у віці до 18 років та 7,2 % осіб у віці 65 років та старших.
Цивільне працевлаштоване населення становило 1418 осіб. Основні галузі зайнятості: освіта, охорона здоров'я та соціальна допомога — 25,3 %, роздрібна торгівля — 12,3 %, мистецтво, розваги та відпочинок — 8,8 %, публічна адміністрація — 8,7 %.